# Bolbaffer
Bolbaffer es un género de coleóptero de la familia Geotrupidae.

## Especies
Las especies de este género son:
- Bolbaffer bremeri Nikolajev
- Bolbaffer splendidus (Petrovitz)
- Bolbaffer tenuelimbatus (Quedenfeldt)
- Bolbaffer coriaceus (Petrovitz)
- Bolbaffer abditus (Petrovitz)
- Bolbaffer bidenticollis (Fairmaire)
- Bolbaffer princeps (Kolbe)
- Bolbaffer gigas (Kolbe)
- Bolbaffer abyssinicus (Müller)
- Bolbaffer barbatus Gussmann & Scholtz
- Bolbaffer dudleyi Gussmann & Scholtz
- Bolbaffer guineaensis Gussmann & Scholtz
- Bolbaffer nikolajevi Gussmann & Scholtz
- Bolbaffer mozambiquensis Gussmann & Scholtz
- Bolbaffer sasakii Gussmann & Scholtz
- Bolbaffer sebastiani Gussmann & Scholtz
- Bolbaffer namibiensis Gussmann & Scholtz